# Sainte-Suzanne (Doubs)
Sainte-Suzanne település Franciaországban, Doubs megyében. Lakosainak száma 1461 fő (2022. január 1.). Sainte-Suzanne Allondans, Bart, Courcelles-lès-Montbéliard, Dung és Montbéliard községekkel határos.

## Népesség
A település népessége az elmúlt években az alábbi módon változott:
| Lakosok száma | 1429 | 1296 | 1246 | 1423 | 1534 | 1557 | 1510 | 1455 | 1447 | 1461 |
|               | 1968 | 1982 | 1990 | 2006 | 2013 | 2015 | 2017 | 2019 | 2020 | 2022 |